# Territorialabtei Montevergine

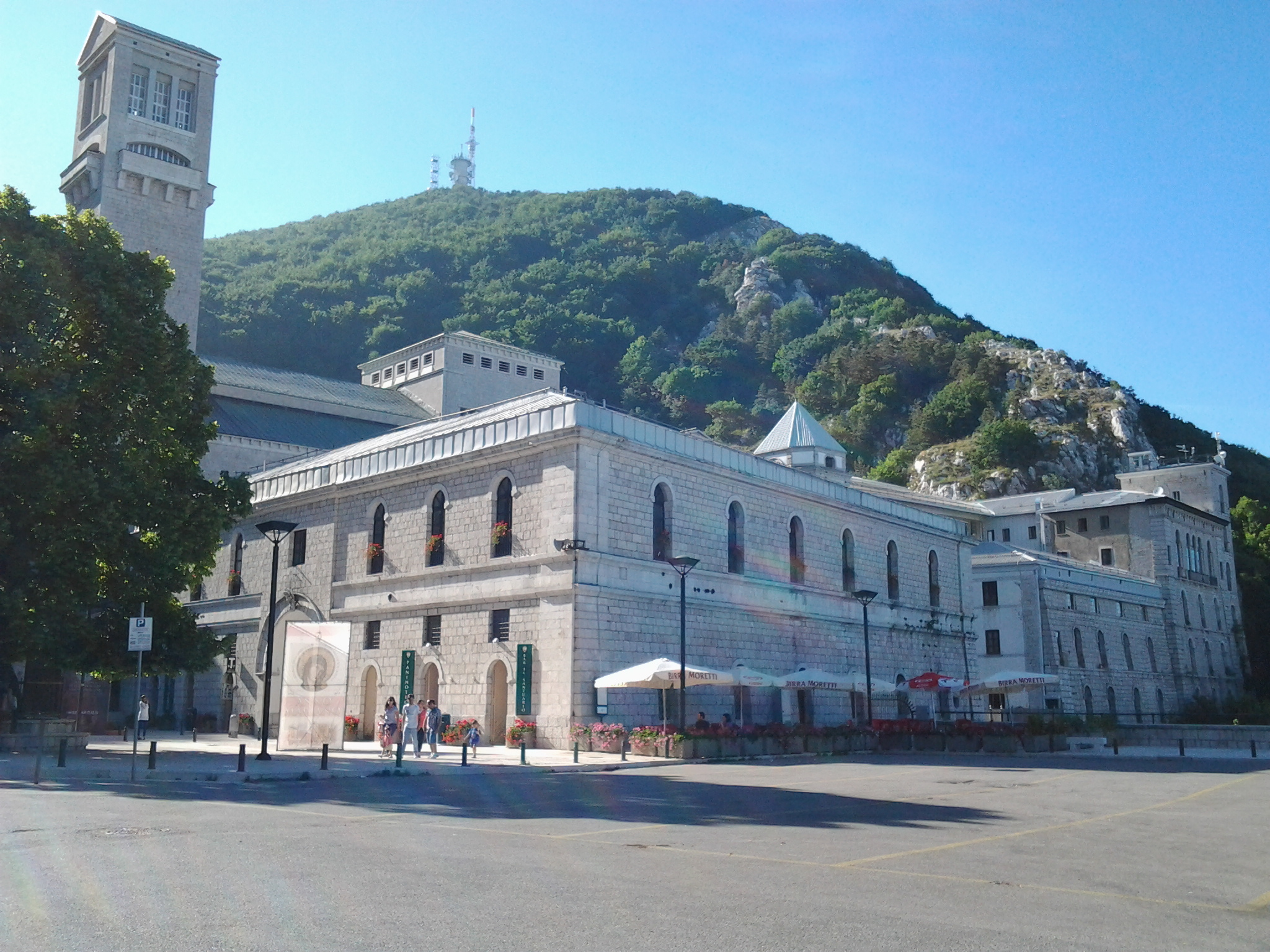
Santuario di Montevergine

Die Territorialabtei Montevergine (lateinisch Abbatia territorialis Montisvirginis, italienisch Abbazia territoriale di Montevergine) ist eine in Süditalien gelegene römisch-katholische Territorialabtei der Benediktiner mit Sitz in Montevergine auf dem Monte Vergiliano oder Vergilio bei Avellino in Kampanien.

## Geschichte
Die Abtei Montevergine wurde um 1118 von Wilhelm von Vercelli gegründet und bildete rasch einen eigenen Klosterverband im ganzen Königreich Sizilien aus. Sie wurde mit königlichen, päpstlichen und bischöflichen Privilegien ausgestattet, darunter die Erhebung zur abbatia nullius durch Papst Alexander IV. im Jahre 1261 mit weltlicher und geistlicher Jurisdiktion über verschiedene Gebiete.  Die Blütezeit der Kongregation von Montevergine endete am Beginn des 14. Jahrhunderts. Uneinigkeiten über die Wahl des Generalabtes, Disziplinaufweichung und die Einsetzung von Kommendataräbten, wie z. B. 1430 des Kardinals Hugo-Lancelot von Lusignan, bremsten die weitere Entwicklung des Klosters Montevergine und der von ihm begründeten Kongregation. Erst Papst Sixtus V. stellte 1588 die volle Unabhängigkeit der Abtei wieder her. Die durch den hl. Giovanni Leonardi und Papst Paul V. von 1596 bis 1611 durchgeführte Reform förderte das Neuaufblühen der Kongregation mit bis zu 45 Klöstern bis Napoleon I. sie 1807 unterdrückte. Nur im Stammkloster Montevergine blieb klösterliches Leben mit 25 Mönchen erhalten, u. a. um Klosteranlage und Bibliothek zu erhalten. Eine weitere Schädigung der Kongregation bewirkten die Aufhebungsgesetze von 1861 und 1866. Im Jahr 1879 schloss sich die Abtei der neuen Benediktinerkongregation von Subiaco an, zu der sie bis heute gehört. Die Benediktiner von Montevergine befolgen die Konstitutionen von Subiaco und eigene von Paul V. revidierte Satzungen. Abweichend vom üblichen Brauch der Benediktiner tragen sie einen weißen Habit. Ihr Abt ist als Gebietsabt Mitglied der Italienischen Bischofskonferenz.
Die Abtei wurde auf den Fundamenten eines antiken Kybele-Tempels errichtet. Im 18. Jahrhundert wurden die Bauten weitgehend barockisiert. 1952 bis 1961 wurde die Klosterkirche neu errichtet.
Das Turiner Grabtuch war aufgrund eines Vertrags zwischen Viktor Emanuel III. und Papst Pius XII. zwischen 1939 und 1946 in der Abtei versteckt, um es vor einer möglichen Bombardierung Turins und vor Adolf Hitler, der es angeblich stehlen lassen wollte, zu schützen.
Im Jahr 2005 verlor sie die neun Pfarreien an das Bistum Avellino wegen schwerer finanzieller Schwierigkeiten.

## Äbte von Montevergine
- Hugo-Lancelot von Lusignan (1433)
- Giacomo Giordano
- Victor Maria Corvaia OSB (18. Januar 1884 – 12. Juli 1908)
- Carlo Maria Gregorio Grasso OSB (September 1908 – 7. April 1915, dann Erzbischof von Salerno)
- Giuseppe Ramiro Marcone OSB (11. März 1918 – 1952)
- Ludovico Anselmo Tranfaglia OSB (17. Dezember 1952 – 1968)
- Thomas Augustine Gubitosi OSB (15. Oktober 1979 – 1989)
- Francesco Pio Tamburrino OSB (29. November 1989 – 14. Februar 1998, dann Bischof von Policastro-Teggiano)
- Tarcisio Giovanni Nazzaro OSB (24. Juni 1998 – 15. November 2006)
  - Beda Umberto Paluzzi OSB (15. November 2006 – 18. April 2009) (Apostolischer Administrator)
- Beda Umberto Paluzzi OSB (18. April 2009 – 18. April 2014)
- Riccardo Luca Guariglia OSB (seit 20. September 2014)